# Montalchez
Montalchez je bývalá samostatná obec v kantonu Neuchâtel na západě Švýcarska. Žije zde asi 250 obyvatel. 
Dříve samostatná obec vytvořila k 1. lednu 2018 společně s obcemi Bevaix, Fresens, Gorgier, Saint-Aubin-Sauges a Vaumarcus novou obec La Grande Béroche.

## Geografie

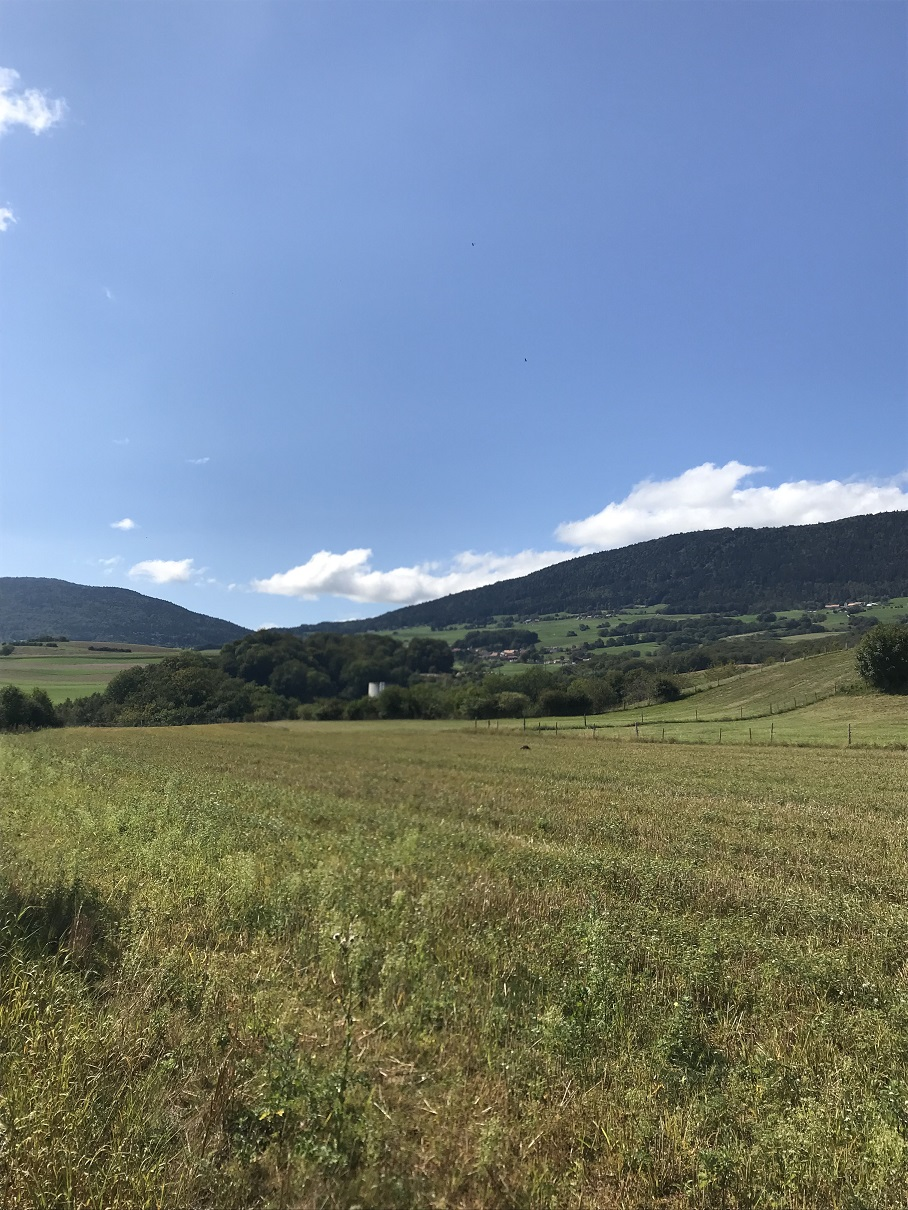
Krajina v okolí obce

Montalchez leží v nadmořské výšce 656 m, 17 km jihozápadně od hlavního města kantonu, Neuchâtelu. Zemědělská obec  leží na jižním svahu Jury, v panoramatické poloze asi 230 metrů nad hladinou Neuchâtelského jezera.
Území bývalé obce o rozloze 6,4 km² zahrnuje část na jihovýchodním svahu antiklinály Soliat. Území obce se táhne od malého údolí u La Fin Dessous na severozápad přes mírně se zvedající svah v oblasti obce a hustě zalesněný strmý svah Côte de Montalchez až k širokému hřebeni Soliatu. Na Crêt Teni dosahuje nadmořské výšky 1419 m n. m. a na vrcholu Soliat (nejvyšší bod obce) dosahuje nadmořské výšky 1465 m n. m.. Nacházejí se zde rozsáhlé jurské vysokohorské pastviny s typickými mohutnými smrky, které zde stojí buď jednotlivě, nebo ve skupinách. Severní hranice vede v krátkém úseku podél skalního útvaru Creux du Van. V roce 1997 byla 4 % rozlohy obce pokryta zastavěnou plochou, 39 % lesy a lesními porosty a 57 % zemědělstvím.
Montalchez zahrnuje četné jednotlivé zemědělské podniky na jižních svazích Jury a na jurských výšinách. Sousedními obcemi byly Gorgier, Saint-Aubin-Sauges a Fresens v kantonu Neuchâtel a Provence v kantonu Vaud.

## Historie
Na území bývalé obce se dochovaly stopy po římské obchodní stezce Vy d’Etra a pozůstatky burgundského pohřebiště. První písemná zmínka o obci pochází z roku 1340 a nese název Villa de Montallichie. Název místa byl pravděpodobně odvozen od římského osobního jména Allicus.
Od 14. století patřila Montalchez k panství Gorgier, které se v roce 1344 dostalo jako léno k hrabatům z Neuchâtelu. Od roku 1648 byl Neuchâtel knížectvím a od roku 1707 byl personální unií připojen k Pruskému království. V roce 1806 byla oblast postoupena Napoleonovi a v roce 1815 se v rámci Vídeňského kongresu stala součástí Švýcarské konfederace, ačkoli pruští králové zůstali knížaty Neuchâtelu až do Neuchâtelské smlouvy z roku 1857.

## Obyvatelstvo
Z celkového počtu obyvatel je 97,3 % francouzsky mluvících, 1,6 % německy mluvících a 0,5 % anglicky mluvících (stav v roce 2000). V roce 1851 měl Montalchez 320 obyvatel. V průběhu 20. století počet obyvatel prudce klesal v důsledku vystěhovalectví a teprve v posledních letech je patrný mírný nárůst.

## Hospodářství
I ve 21. století je Montalchez vesnicí, která se vyznačuje především zemědělstvím. V nižších polohách je obdělávána orná půda, zatímco na vrcholcích Jury převládá chov dobytka, zejména dojnic. Mimo zemědělství není v obci téměř žádná pracovní příležitost, a proto mnoho pracujících dojíždí za prací mimo obec.

## Doprava
Montalchez se nachází mimo hlavní dopravní tahy, hlavní příjezdová trasa vede ze Saint-Aubin. Další silniční spojení je s Provence a Fresens. Montalchez je napojen na síť veřejné dopravy autobusovou linkou, která jezdí z Gorgier do Provence.